# Choroba Hashimoto-Pritzkera
Choroba Hashimoto-Pritzkera (histiocytoza Hashimoto-Pritzkera, ang. Hashimoto-Pritzker histiocytosis, HPH, self-healing reticulohistiocytosis Hashimoto-Pritzker type) – rzadka, samowyleczalna, łagodna postać histiocytozy z komórek Langerhansa.
Histiocytoza Hashimoto-Pritzkera jest bardzo rzadką chorobą; opisano do tej pory około 30 przypadków. Sugeruje się, że z powodu łagodnego przebiegu i braku jasnych kryteriów rozpoznania faktyczna zapadalność jest wyższa. Występuje głównie w okresie noworodkowym i wczesnym niemowlęcym. Rokowanie jest bardzo dobre. Objawia się rozsianymi na twarzy, kończynach, dłoniach i podeszwach brązowawoczerwonymi guzkami, grudkami lub pęcherzykami, samoistnie ustępującymi po okresie kilku tygodni lub miesięcy. Obecne są też zmiany na śluzówkach jamy ustnej. Chorobę opisali Hashimoto i Pritzker w 1973 roku.